# Schamanismusforschung
Schamanismusforschung beschreibt die Entstehung und historische Entwicklung der verschiedenen Konzepte und Thesen, mit denen Wissenschaftler versucht haben, aus den religiös-weltanschaulichen Phänomenen, die bei bestimmten spirituellen Spezialisten (→ „Schamanen“) beobachtet werden, einen kulturübergreifenden Schamanismus zu konstruieren.
Schamanismus-Konzepte beschreiben häufig weniger die zugrunde liegenden Phänomene als vielmehr die geistesgeschichtlichen Veränderungen in den Köpfen der Interpretatoren, insbesondere auf die Deutung des Begriffes bezogen. Der französische Theologe, Altorientalist und Religionswissenschaftler Julien Ries notierte dazu: „Vom 19. Jahrhundert an eröffnete die Entdeckung und das Studium der Religionen Asiens und anderer Gebiete den Weg zu einem erweiterten Begriff [von Religion] und zu zahlreichen verschiedenen Definitionen, die an die kulturellen und religiösen Kontexte gebunden waren, gleichzeitig aber auch von der Ideologie der Autoren abhingen.“
So wird das Konstrukt Schamanismus zusammen mit den ideengeschichtlichen Relativismen der Forschung zu einer ziemlich schillernden Melange aus Romantik, Psychologie, Philosophie, Politik, Ethnologie, Anthropologie, Soziologie und Geschichtswissenschaften etc. bis hin zur modernen Weltflucht-Esoterik. In Zusammenhang mit der religionsgeschichtlichen Entwicklung des Menschen bedarf die Betrachtung dieser „Schamanismus-Mischung“ einer sorgfältigen Analyse und Kritik, denn, so Ries im Zusammenhang mit der Höhlenkunst: „Es ist die erste große Etappe des begrifflichen Denkens, ein Sprung nach vorn in der Ausbildung des symbolischen Denkens. Mit ihm taucht eine echte Religiosität auf, die auf der Erfahrung des Sakralen gründet.“ Die Geburt des modernen Menschen.

## Grundlagen und theoretische Ansätze
„Was in diesen Schriften als Schamane oder als schamanische Veranstaltung bezeichnet wird, hat kaum mehr als das Wort mit dem gemeinsam, was in Sibirien bei den Tschuktchen, Tungusen und Buriaten unter Schamanismus zu fassen ist.“

Sämtlichen Forschungen, die den Begriff Schamanismus verwenden, liegt die Übertragung eines zunächst einzelsprachlichen Begriffs auf anderssprachliche Kulturen zugrunde (→ Etymologie Schamane). Zuerst geschah dies nur im sibirischen Kulturareal, das von der Forschung als kulturelle Einheit konstruiert wurde, anschließend wurden die Konzepte „Schamane“ und „Schamanismus“ global angewendet. Es gibt in fast allen Kulturarealen ähnliche Vorstellungen wie etwa den Glauben an eine Welt der Geister sowie Mythen und Kulte, die bei kulturvergleichender Betrachtung aus eurozentrischem Blickwinkel für verschiedene Konzepte Pate standen: Dazu gehören beispielsweise der Animismus, Animalismus, Totemismus, Fetischismus, Ahnenkult und auch der Schamanismus.
Die Geschichte der Schamanismus-Konzepte lässt sich nicht von der Forschungsgeschichte des Religionsbegriffs und den damit zusammenhängenden vorgenannten anderen Konzepte trennen. All diese Begriffe sind oft stark von der Geisteshaltung der Epoche bestimmt, in der sie formuliert, wissenschaftlich begründet und diskutiert wurden. Mehrere auch für den Schamanismus relevante Ansätze haben zwar die Entwicklung stark beeinflusst, müssen allerdings heute teilweise als überholt gelten.
In den letzten anderthalb Jahrhunderten sind zahlreiche schamanistische Theorien entstanden.
Bestimmte psychologische Theorien und evolutionsbiologische sowie damit zusammenhängende ältere anthropologische Ansätze sind heute nur noch wissenschaftsgeschichtlich von Bedeutung. Auch ältere kulturhistorische, vor allem vorgeschichtlich definierte Theorien sind kaum belegbar und müssen deshalb spekulativ bleiben, weshalb der hier sogenannte prähistorische Schamanismus trotz aller Plausibilität im Einzelnen in der obigen Darstellung auch abgetrennt wurde, da die interkulturellen Analogieschlüsse, die er erfordert, über große Zeiträume hinweg stets problematisch sind.

### Psychologische Theorien
In (älteren)psychologischen Theorien wird der Schamanismus häufig psychopathologisch betrachtet, also als krankhafte Erscheinung, die im Zusammenhang mit den sibirischen Schamanen die Bezeichnung „arktische Hysterie“ erhielt und mit der „Menerik-Krankheit“ (ein Begriff aus dem Jakutischen), Epilepsie, der Chorea Huntington und Schizophrenie in Verbindung gebracht wurde. Auch die tiefenpsychologischen Ansätze Sigmund Freuds und Carl Gustav Jungs zum Thema Religion führen hier nicht weiter, obwohl sie zu ihrer Zeit als wissenschaftliche Impulsgeber durchaus von Bedeutung gewesen sind.

### Evolutionsbiologische und ältere anthropologische Theorien
Für diese wissenschaftsgeschichtlich vor allem dem 19. Jahrhundert entstammenden Sichtweisen gelten ähnliche Einschränkungen. Schamanismus war damals entweder eine Bezeichnung aus einer kolonialistisch überheblichen Perspektive für „primitive Religionen“ (so zum Beispiel noch bei Sergei Alexandrowitsch Tokarew); oder eine rein biologistische Benennung wie etwa in den Theorien zur Religionsentstehung von Herbert Spencer, Nicolas-Sylvestre Bergier oder Edward Tylor.
Edward B. Tylor steht nicht nur für die Vorstellung eines evolutionären Verständnisses spiritueller und transzendenter Systeme in der Menschheitsgeschichte, die gewissermaßen im Animismus eine Vorstufe religiösem Denkens sah, welches sich dann in der weiteren Folge über den religiösen Fetischismus, der Entwicklung eines Theismus (mit z. B. Monolatrie, Monotheismus, Polylatrie, Polytheismus) letztlich zur wissenschaftlich-aufgeklärten Rationalität hin bewegen würde, sondern er war es auch, der den Begriff „Animismus“ 1871 in die wissenschaftliche Diskussion einführte. Als Praxis des Animismus sah er den Schamanismus an. Tylor beschrieb mit der Vorstellung einer „Entwicklung der Zivilisation“, welche sich ausgehend von einer niederen Stufe kontinuierlich zu einer höheren Stufe bewegte ein an die Evolutionstheorie angelehntes Konzept. In diesem Sinne, sei die heutige Zivilisation das Resultat einer stufenweisen Entwicklung aus früheren, weniger vollendeten und einfacheren Verhältnissen, keine Stufe erschiene hierin willkürlich, sondern resultiere aus einer früheren Stufe.
Die moderneren anthropologischen, nicht mehr evolutionistisch determinierten Sichtweisen sind hingegen meist eng mit den ethnologischen verschwistert.

### Kulturhistorische Theorien
Die auf die Vorgeschichte gerichteten Theorien stützen sich auf die zahlreichen archäologischen Belege für religiöses Denken seit dem Jungpaläolithikum. Dass, so Müller-Karpe, „die figürliche Kunst des Jungpaläolithikums ihrem Wesen nach in den Bereich des Religiösen gehört, ist in der Forschung allgemein anerkannt. Über die Art der in ihr zum Ausdruck kommenden religiösen Vorstellungen, Handlungen und Anliegen gehen die Ansichten jedoch erheblich auseinander.“ Ob dies mit dem klassisch sibirischen Schamanismus gleichgesetzt werden darf, ist strittig und kaum belegbar. Überdies würde es sich dabei noch um eine Übertragung ethnologischer auf prähistorische Phänomene handeln. Dennoch wird der Begriff „prähistorischer Schamanismus“ von Vertretern der archäologischen und geschichtswissenschaftlichen Fachrichtungen gern im Sinne einer Kategorie verwendet, da etwa Fels- und Höhlenbilder aus verschiedenen Kulturen und Epochen (z. B. Khoisan Südafrikas und Namibias, Aborigines Australiens, Indianer Nordamerikas, Frankokantabrische Höhlenkunst) an schamanische Praktiken erinnern. Das ergibt sich schon aus dem enormen, oft Jahrtausende währenden zeitlichen Aufwand (die Höhle von Altamira etwa 5000 Jahre) zur Herstellung und ständigen Erneuerung der Fels- und Höhlenbilder. Solche Bildhöhlen werden übereinstimmend auch als paläolithische Heiligtümer und Kultorte bezeichnet, die vermutlich einen großen Einzugsbereich hatten.
Bedeutende Vertreter dieser Forschungsrichtung waren bzw. sind André Leroi-Gourhan, Abbé Henri Breuil, Annette Laming-Emperaire, Emmanuel Anati, Louis-René Nougier, Denis Vialou und David Lewis-Williams, um nur einige wenige zu nennen.

### Ethnologische und soziologische Theorien
Diese Konzepte, die wie besonders im Falle der Ethnologie stark anthropologisch bestimmt sein können, überlagern und überschneiden sich, so dass vor allem nach Schwerpunkten unterschieden werden muss. Entsprechend ergeben sich in etwa folgende hauptsächliche Zuordnungen und Vertreter:
- Ethnologie und Anthropologie: Lucien Lévy-Bruhl, Claude Lévi-Strauss, Wilhelm Radloff, Wilhelm Schmidt, Adolf Ellegard Jensen und andere
- Religionssoziologie und Religionswissenschaft: Émile Durkheim, Marcel Mauss, Mircea Eliade, Michael Harner und andere
- Ökonomisch-soziologische Theorie: Max Weber, Sergei Alexandrowitsch Tokarew, Roberte N. Hamayon und andere

Solche Deutungsversuche weisen oft eine unklare Unterscheidung zwischen Schamanismus, Magie und Totemismus auf. Durkheim, Mauss und Weber untersuchten mit der von ihnen entwickelten Religionssoziologie vor allem die sozialen Voraussetzungen und Formen von Religion, mit Schwerpunkt auf deren gesellschaftlichen Einfluss, dem sie auch schamanische Symptomatiken unterordneten.
Wilhelm Schmidt wiederum, der der deutschen Richtung des Diffusionismus zuzuordnen ist – speziell der auch von Leo Frobenius geprägten Kulturkreislehre, die später als rassistisch aufgegeben wurde, sah den Ursprung eines Schamanismus eher in frühagrarischen Mutterrechtskulturen. Der von der Existentialphilosophie Otto Friedrich Bollnows geprägte Jensen wies ihn einer älteren wild- und feldbeuterischen Kulturschicht zu und sah als Hauptmotiv die existenzielle Angst der frühen Menschen vor den akuten Bedrohungen des Daseins. Beide Autoren entwickelten darüber hinaus keine umfassenden Schamanismus-Konzepte.

## Wissenschaftsgeschichtliche Entwicklungsphasen

### Schamanismusforschung im 18. Jahrhundert
Die ersten europäischen Reisenden beschrieben die Schamanen und ihre Praktiken seit Ende des 17. Jahrhunderts bei verschiedenen eingeborenen Völkern Sibiriens und Innerasiens zumeist in kolonialistisch-westlicher Überheblichkeit als „primitiven Irrglauben“ und „absonderliches Spektakel“. Die wissenschaftliche Beschäftigung mit Schamanen begann in der ersten Hälfte des 18. Jahrhunderts, als deutsche Forscher im Auftrag der neu gegründeten Kaiserlichen Akademie der Wissenschaften St. Petersburg nach Sibirien reisten und die ersten vollständigen Beschreibungen von schamanischen Séancen vorlegten. Im Geiste der Aufklärung zeigten sie Skepsis gegenüber den Vorführungen der Schamanen. Gerhard Friedrich Müller hob zum Beispiel hervor, dass die Séancen nicht nur alle gleich vonstattengingen, sondern es geschehe auch nichts Unglaubliches. Den Ablauf beschreibt er als eine sinnlose Herumhüpferei, während der Schamane auf eine flache Trommel schlage. Johann Gottlieb Georgi, ebenfalls Forscher in Sibirien, zeigte ähnlich wenig Interesse an den schamanischen Séancen und verurteilte diese als magische „Trickserei“ oder als „Gauckeleyen wie eines Besessenen“.
Die ersten Forscher legten mehr Wert auf die Geologie und die Pflanzenwelt in Sibirien und in der Mongolei. Sie behandelten die Techniken der Schamanen als ein Teil der Sitten und Gebräuche, bezeichneten jedoch die Schamanen-Gebräuche als „Aberglauben“, wie Peter Simon Pallas sie in seinen Schriften über die Mongolischen Völkerschaften beschreibt.
Johann Gottfried Herder versuchte hingegen eine wertfreie Beschreibung der ethnischen Religionen zu schaffen. Im Verlauf der deutschen Romantik verklärten Autoren wie Ferdinand von Wrangel das Schamanentum und sprachen von „eingeborenen Genies“, die als „kreative Persönlichkeiten mit scharfem Verstand, starkem Willen und sprühender Einbildungskraft“ ihrer Berufung folgen.
Am Ende des 18. Jahrhunderts wich die Skepsis der ersten Forscher, und der Schamanismus wurde als eine frühe Form von Religion gedeutet. Pallas gestand den Schamanen zu, eine Form von Heilung zu praktizieren. In ersten Versuchen, einen Schamanismus in Sibirien zu konstruieren, wollten Forscher wie Friedrich Max Müller den Ursprung dieser Praktiken herausfinden. Er (nicht mit Gerhard Friedrich Müller verwandt) war zwar nicht davon überzeugt, dass die Schamanentechniken nur einen Ursprung hatten; trotzdem nahm er an, dass solch ein Schamanismus zuerst in Indien entstanden war und sich von dort aus über ganz Asien, nach Skandinavien und womöglich bis nach Nordamerika ausgebreitet hätte.

### 19. Jahrhundert und Institutionalisierung der Feldforschung im frühen 20. Jahrhundert
Die russische Landnahme in Sibirien seit dem 17. Jahrhundert hatte innerhalb von zwei Jahrhunderten die dortige Bevölkerung durch den Einfluss von Alkohol, Infektionskrankheiten und Verdrängungsprozessen an den Rand der Ausrottung gebracht. Zu Beginn des 19. Jahrhunderts brach überdies die russisch-orthodoxe Christianisierung mit Gewalt und Massakern über die indigene Bevölkerung herein, bis schließlich – wenn auch ohne weitreichende Wirkung – 1824 ein „Gesetz zum Schutze der Eingeborenen“ diese Vorgänge zu stoppen versuchte.
Die sich im Anschluss an die Romantik etablierende Völkerkunde entwickelte – zuerst insbesondere in Russland – zunächst Thesen, in denen Schamanen als psychotisch angesehen wurden und ihre Ausdrucksweisen als „arktische Hysterie“. Diese Krankheit wurde auf die extremen klimatischen Bedingungen in Verbindung mit Mangelernährung zurückgeführt. In dieser Form äußerte sich auch 1939 der schwedische Religionshistoriker Åke Ohlmarks und noch 1948 der amerikanische Anthropologe William W. Howells. Später wurden Epilepsie oder Schizophrenie in Beziehung zum Schamanentum gesetzt. Der letzte Verfechter des heute aufgegebenen „krankhaft induzierten Schamanismus“ war der Ethnopsychologe Georges Devereux († 1985).
Der Burjate Dorji Banzarov (1822–1855) versuchte als erster Gelehrter, das Schamanentum aus der indigenen Perspektive zu betrachten, ohne es als Äußerung des „Primitiven“ anzusehen. Er hob nicht nur die eigentümlichen Bräuche der Schamanen in der Mongolei hervor, sondern kritisierte auch die Behauptung früherer Forscher, dies sei nichts als eine verwilderte Abwandlung des tibetisch-buddhistischen Glaubens.
Dem Ansatz Banzarovs folgten Forscher wie der Finne Matthias Alexander Castrén (1813–1852) und Wilhelm Radloff (1837–1918). Erst in Folge der Forschungen Radloffs in der zweiten Hälfte des 19. Jahrhunderts wurden nach und nach erste Kulturvergleiche mit ähnlichen Erscheinungen aus anderen Weltgegenden vorgenommen. Castrén betonte die wichtige Rolle der sibirischen Schamanen innerhalb ihrer Gemeinde, deren gemeinschaftlichen Zusammenhalt sie mit ihren Darbietungen nicht nur stärken, sondern dabei auch den Widerstand gegen die Unwägbarkeiten der Natur symbolisieren würden. Radloff setzte die Arbeiten Banzarovs und Castréns in gewisser Weise fort, denn als Erster publizierte er die Übersetzung des Textes einer schamanischen Séance, zudem stellte er den von ihm konstruierten Schamanismus auf die gleiche Ebene wie den Buddhismus, das Christentum und den Islam und setzte sich wie Banzarov für dessen Eigenständigkeit ein. Bis zum Beginn des 20. Jahrhunderts blieb Radloff daher der wichtigste Schamanismusautor.
Im frühen 20. Jahrhundert verfestigte sich zunächst die Vorstellung, ein Schamanismus komme nur im äußersten Nordasien vor. Ursache dafür waren zwei umfassender Ethnographien über die Korjaken und die Tschuktschen von Wladimir Germanowitsch Bogoras und Waldemar Jochelson (beide waren vom Zaren ins Exil verbannt worden), die ausdrücklich zwischen familiärem und professionellen Schamanen unterschieden. Außerdem beschrieb Bogoras Schamanen als nervöse, reizbare Menschen am Rande des Irrsinns.
Spätere sowjetische Autoren diskutierten auf der Grundlage der marxistisch-leninistischen Ideologie das Entstehen und die Veränderungen eines Schamanismus und warfen die Frage auf, ob es sich dabei um ein junges, älteres oder sehr altes Phänomen handele, indes Schamanismus im Westen vor allem als archaisches System wahrgenommen wurde. Nachdem die Oktoberrevolution zunächst Verbesserungen für die Bewohner Sibiriens gebracht hatte, wurden die dortigen Schamanen in der Sowjetunion zunehmend verfolgt, da sie sich dem sozialistischen Weltbild entzogen. Gleichzeitig versuchte man die Bevölkerung in das Schema des Homo sovieticus zu pressen und zerschlug durch Zwangskollektivierung, Masseneinwanderungen und Industrialisierung sowie durch ein Internatssystem die ökonomischen und kulturellen Voraussetzungen des sibirischen Schamanentums und seine gesellschaftlichen Basis. Der sowjetische Parteiideologe Michail Andrejewitsch Suslow – später einer der mächtigsten Männer der KPdSU nach Stalin und Beria – bezeichnete Schamanen 1931 in einer Kampfschrift „Der Schamanismus und der Kampf gegen ihn“ gar als „soziales Übel“ erster Ordnung und als „Hemmschuh des sozialistischen Aufbaus“ und forderte die Zerschlagung ihrer Kultur mit den Mitteln von Propaganda, Zwang und Umerziehung. Viele Schamanen unterwarfen sich diesem Zwang, und die restlichen konnten nur noch versteckt im Untergrund praktizieren. Deshalb wurden als Schutzmaßnahme ethnologische Berichte darüber sprachlich in der Vergangenheitsform abgefasst. So trugen die Berichte der Sowjet-Ethnografen zu dem politisch gewünschten Eindruck bei, Schamanismus sei ein „aussterbendes Phänomen“. Erst in der Endzeit der Sowjetunion ab den 70ern und der postkommunistischen Ära änderte sich diese Situation, und es kam zu einer Art Renaissance des sibirischen Schamanismus.

### Sachbezogene Deutungsmuster des 20. und 21. Jahrhunderts
An der Ausweitung des Schamanismus-Begriffes auf Nordamerika war der Ethnologe Franz Boas entscheidend beteiligt. Er und einige Fachkollegen nach ihm schätzten die respektvolle Haltung der Philosophie Herders gegenüber außereuropäischen Kulturen und legte daher großen Wert auf die subjektiven und intuitiven Erfahrungen dieser Menschen. Dies führte zu einer gewissen Romantisierung und Idealisierung der von ihnen erforschten indianischen Kulturen. Diese Haltung hatte maßgeblichen Einfluss auf all jene Schamanismus-Konzepte, die den Schwerpunkt auf spirituell-religiöse Tranceerfahrungen legen. So etablierte sich bereits um die Wende zum 20. Jahrhundert in Amerika die akademische Metapher eines shamanistic complex, der vorgeblich von Sibirien bis Nordamerika reichte und wenig später durch Carl Lumholtz’ Forschungen auch auf Südamerika ausgeweitet wurde. Dass bei einigen Stämmen alle Menschen auf Visionssuche gingen und kein separater Experte dafür existierte oder dass bestimmte halluzinogene Drogen (sogenannte Entheogene) in Südamerika beinahe jeden zum Schamanen machen, wurde dabei ignoriert. Eliade war es schließlich, der im Kontext der ekstatischen Trance seinen Schamanismus auch auf den pazifischen Raum und Südostasien und mit Einschränkungen auf Indien und China ausweitete.
Anfang des 20. Jahrhunderts wurden psychologische und psychoanalytische Deutungen schamanischer Phänomene beliebt: Die Forscher stützen ihre Aussagen dabei vor allem auf den Ansatz von Carl Gustav Jung, insbesondere seine Archetypenlehre. Jung selbst hat zwar kein Schamanismus-Konzept entworfen, doch wurden solche Phänomene nun in Anlehnung an die Psychoanalyse eher als soziale Institution gesehen, mit deren Hilfe Ängste symbolisch ausgedrückt bzw. verarbeitet werden können. Andere Interpretationen bezogen sich auf die Psychoanalyse Sigmund Freuds. Er beschäftigte sich intensiv mit religiösen und kulturtheoretischen Problemen, beispielsweise in „Totem und Tabu“ (1912/13), und sah die von Schamanen verwendeten Hilfsmittel als eine Anspielung auf erotische Symbole. Diese Ansicht wird inzwischen allerdings in dieser Form nicht mehr vertreten.
Ab 1935 wurde der Schwerpunkt für einige Jahre auf die Interaktion mit Geistern gelegt, ohne dies näher zu hinterfragen. Eine typische Definition lautete: „In allen tungusischen Sprachen bezeichnet dieser Begriff (šamán) Menschen beiderlei Geschlechts, die zur Beherrschung der Geister gelangt sind, willentlich die Geister in sich hineinrufen können und sich der Macht über diese Geister zu eigenen Zwecken bedienen können, speziell dazu, anderen Menschen zu helfen, die an den Geistern leiden.“

#### Mircea Eliade
Der rumänische Religionswissenschaftler und Roman-Autor Mircea Eliade war es schließlich, der 1951 den Begriff „Schamanismus“ entscheidend prägte und weltweit populär machte. Eliade sah darin die älteste Form des Heiligen, ja die kulturübergreifende Urform jeder okkulten Tradition überhaupt. Sein universeller kulturphilosophischer Ansatz wird heute als sehr spekulativ und romantisierend erachtet.
Eliade legte mit seinem umfassenden Schamanismus-Konzept den Grundstein für all jene Thesen, die einen Anspruch auf Universalität erhoben und den Schamanismus in „suggestiver“ Art und Weise zu einer angeblich originär indigenen Ideologie erhoben. Eliades Konzept gilt heute als teils sehr spekulativ, universalistisch und teils romantisierend impressionistisch. Vor allem in seinem 1951 erschienenen Buch „Le Chamanisme et les techniques archaïques de l'extase“ verband er die Urmonotheismustheorie Wilhelm Schmidts mit der Archetypenlehre C. G. Jungs, wobei er auch die Forschungen Wilhelm Radloffs sowie vieler russischer und finnischer Ethnographen zum sibirischen Schamanismus einarbeitete. Die Theorien Eliades – der selbst nie einem Schamanen begegnet ist – stützen sich auf den verbreiteten Glauben, dass die Menschen der Frühzeit ein sündeloses „paradiesisches“ Dasein führten und in unmittelbarem Kontakt zum Schöpfergott standen. Die Erinnerung daran habe dann später in den Vorstellungsbildern vom Weltenbaum, Himmelsseil und von der kosmischen Brücke fortgelebt, wie sie bis heute in Sibirien und (angeblich) zahlreichen anderen Religionen zu finden sind. Infolge eines versehentlichen Vergehens der Menschen, von dem überall auf der Erde bis heute in Sündenfallmythen berichtet werde, sei der Kontakt dann abgebrochen, und die Gottheit habe sich als Deus otiosus in ferngelegene Himmelsbereiche zurückgezogen. Nur wenigen auserwählten Menschen, eben den Schamanen, sei es noch gestattet, mittels einer Ekstasetechnik diese Kluft zu überbrücken; die Unterweltsreise, die nicht so recht in dieses Schema passte, wurde von Eliade als Sekundärphänomen eingestuft. Der sibirische Schamanismus – von anderen Autoren gerne als Urbild verstanden – sei hingegen ein Transformationsprodukt aus den Einflüssen der archaischen Hochkulturen Altvorderasiens und später des Lamaismus. Der Ekstase kommt bei Eliade eine zentrale Bedeutung zu; er definierte den Schamanismus entsprechend als archaische Ekstasetechnik und identifizierte den Schamanen als Meister der Ekstase. Schamanen galten Eliade als charismatische Heldengestalten, die durch ihre religiösen Handlungen die geistige Erneuerung der Stammesgesellschaften förderten, ganz ähnlich dem Konzept Max Webers. Besessenheit rechnet er jedoch nicht zum Schamanismus.
Die Übersetzung des Buches ins Englische 1964 fiel in Europa und Amerika in eine Zeit wachsenden Interesses an tribalen Gesellschaften und deren spirituellen Praktiken. Das Buch faszinierte Akademiker und Laien und prägte für Jahrzehnte die Wahrnehmung des Phänomens. Die Interpretation Eliades und seine Definition des Schamanismus als universales Phänomen wurde von späteren Wissenschaftlern zum Teil übernommen. Inzwischen wird Eliade von Sozialanthropologen und Religionswissenschaftlern aber zunehmend kritisiert. Seine Definitionen von Schamanismus, Ekstase und Seelenreise seien zu essentialistisch, zu weit gefasst und nicht auf konkrete Vorstellungen anwendbar. (siehe auch: Spirituelle Schamanismus-Konzepte: Entstehung, Popularität und Kritik)
Eine wesentliche Folge von Eliades Werk war die Entwicklung des Neoschamanismus in den 1960er Jahren.

#### Autobiographische Ethnographen
In den späten 1960er Jahren entfachten die romanhaft verfassten (angeblichen) Selbsterfahrungsberichte des US-amerikanischen Anthropologen Carlos Castaneda auch bei einem Massenpublikum nahezu weltweit ein enorm großes Interesse. Der Schwerpunkt seiner Arbeit lag auf der von Eliade vorformulierten archaischen Ekstasetechnik, die er als entscheidendes Merkmal schamanischer Praktiken hochstilisierte. Im Kontext der damaligen gesellschaftskritischen Gegenkulturen (beispielsweise der Hippiebewegung) fiel dies auf fruchtbaren Boden und wurde bald als ritualisierter Weg der Natur- und Selbsterfahrung im Sinne einer alternativen Spiritualität betrachtet.
Im Jahre 1980 erschien Michael Harners Konzept des Core Schamanismus, die den Schamanismus zur universellen Urreligion erklärte und alle seine Formen zu homologen (aus gemeinsamem Ursprung stammenden) Differenzierungen. Harner gehört zu den autobiographischen Ethnographen des 20. Jahrhunderts und sein Werdegang ist das beste Beispiel für die individuelle Transformation vom wissenschaftlich arbeitenden Ethnologen zum praktizierenden Geisterbeschwörer, der sich selbst Schamane nennt. Die von Harner gegründete Foundation for Shamanic Studies hat die Entwicklung des esoterischen Neoschamanismus maßgeblich beeinflusst. Hier wird in verschiedenen Kursen einem breiten Publikum eine Art „Schamanismus light“ vermittelt, der (angeblich) ohne riskante Elemente wie etwa Drogenkonsum oder ekstatische Trance auskommt. Gleichsam stellt Harners Institut verschiedentlich Kontakte zwischen westlichen Esoterikern und traditionellen Schamanen her. Dabei werden wiederum nicht nur ethnographische Berichte gesammelt, sondern es findet ein aktiver Austausch in beide Richtungen statt. Das relativ gut erhaltene traditionelle Schamanentum der Tuwiner Süd-Sibiriens verändert sich dadurch drastisch: möglicherweise in eine Richtung, die bald nichts mehr mit den ursprünglichen Überlieferungen dieses Volkes gemeinsam haben wird.

#### Verschiedene Schwerpunkte des späten 20. Jahrhunderts
László Vajda definierte in seinem Artikel Zur phaseologischen Stellung des Schamanismus. (1959) den Schamanismus konsistent und stringent, indem er auf das Vorhandensein von acht Elementen in einem bestimmten Ritualkomplex hinweist, damit dieser als „schamanisch“ klassifizieren kann. Diese Elemente sind:
- rituelle Ekstase;
- zoomorphe Schutzgeister;
- der Ruf des Schamanen zu seiner Berufung,
- der anthropomorphe Schutzgeister einbezieht;
- die Einweihung des Schamanen;
- die Reisen der Seele des Schamanen in die Anderswelt (oder „Seelenreise“);
- das Konzept eines geschichteten Kosmos mit mehreren Ebenen (normalerweise drei);
- schamanische Kämpfe; und
- schamanische Ausrüstung (Trommel und Kleidung).[39][40]

Bereits Adolf Ellegard Jensen vermisste in den 1960ern bei Eliade den Bezug zu den existentiellen Subsistenzproblemen der Menschen, die nach seiner Ansicht Voraussetzung und prägend für alle kulturellen Phänomene des Menschen sind. Demnach verortete er den Ursprung des Schamanismus reduziert auf eine Art „Heilsmagie“ bei den Jäger- und Sammlerkulturen. Die permanente Angst vor den Bedrohungen des Daseins hätte dazu geführt, Schutz und Hoffnung bei den Geistmächten zu suchen. Jensens Gedanke wurden jedoch als zu allgemein kritisiert.
Um 1970 wurden schamanische Praktiken Gegenstand der Neurologie. So geht zum Beispiel Raymond Prince davon aus, dass sowohl die veränderten Bewusstseinszustände der Schamanen, als auch ihre Heilungserfolge auf Endorphine („Glückshormone“), psychisch bedingte Vorgänge wie Hypnose oder Placeboeffekte, oder durch Trommel und Tanzrituale zurückzuführen seien, deren Wirkungsweise er mit der Akupunktur vergleicht.
Im Jahre 1977 wies Claude Lévi-Strauss auf die symbolischen Ebene des schamanischen Rituales hin, die er als entscheidendes Phänomen präferierte: „Der Schamane gibt seiner Kranken eine Sprache, in der unformulierte – und anders nicht formulierbare – Zustände unmittelbar ausgedrückt werden können. Und der Übergang zu dieser sprachlichen Ausdrucksform (die es gleichzeitig ermöglicht, einen Erfahrung in geordneter und verständlicher Form zu erleben, die sonst anarchisch und nicht ausdrückbar bliebe) führt zur Lösung des physiologischen Prozesses, das heißt zur günstigen Neuordnung jener Reihe, deren Verlauf die Kranke sich unterwirft.“
Im Jahre 1984 beschränkten der ungarische Ethnologe Mihály Hoppál und 1990 die französische Anthropologin Roberte Hamayon ihre Konzepte wieder auf die klassisch sibirischen Formen. Allgemein setzt sich langsam eine ablehnende Haltung gegenüber stark verallgemeinernden Schamanismen durch.
Allerdings zeigt die Neuinterpretation der bereits 1934 aufgefundenen Bestattung von Bad Dürrenberg in Verbindung mit neuen benachbarten Funden, dass in Europa im Mesolithikum um 7000 v. Chr., also nahe am Klimaoptimum des Atlantikum, Formen des Schamanismus existierten, die nicht nur mit dem Gebrauch von Tiermasken, sondern auch mit seltenen körperlichen Anomalien und/oder besonderen hypothetischen Zuständen (Nystagmus), schmerzhaftes Abschleifen der Schneidezähne (Dentes incisivi) bis zu den Wurzelkanälen (Canales radices dentes) in Verbindung mit medizinischem Know-how einhergingen.
Roberte N. Hamayon sah die Begriffe „Ekstase“ und „Trance“ als nicht ausreichend zur Beschreibung des Zustands des Schamanen. Indem sie die Figur des Schamanen mit der symbolischen Reproduktion der Gemeinschaft verbindet, rückt die soziale Funktion des Schamanen ins Zentrum und stellt ihn in einen kulturellen und gesellschaftlichen Kontext. In ihrem Werk „La chasse à l’âme“ (1990) unterschied Hamayon den Jagd- und den Hirtenschamanismus als zwei Typen von originärem Schamanismus in Sibirien.
James David Lewis-Williams brachte 1990 Felsbilder der historischen San Südafrikas mit einem prähistorischen Schamanismus in Verbindung. In seinem 2002 erstmals erschienenen Werk „The Mind in the Cave“ beschäftigte sich der auch in der Feldforschung aktive Kulturhistoriker, Anthropologe und Spezialist für die Felskunst der San vor allem mit den geistigen Voraussetzungen der paläolithischen Höhlenkunst und ihrer Relevanz für den prähistorischen Schamanismus, wobei er neueste neurologische Forschungsergebnisse mit einbezog. Er bezog zudem rezente schamanische Phänomene etwa bei den Tukanosprachigen Völkern Südamerikas, nordamerikanischer Eskimos und Indianer sowie anderer Ethnien wie der sibirischen Völker mit in seine Überlegungen ein.
Überdies betrachten viele Autoren des ausgehenden 20. Jahrhunderts das Phänomen vorwiegend als Heilrituale, deren spirituelle Aspekte sekundär sind. In etwa dieser Denkart steht auch das 1997 von Klaus E. Müller entwickelte dreistufige Klassifizierungsmodell eines Schamanismus, dessen Grundlage die Person des Schamanen als „Sachverständiger und Vermittler“ zur (angeblich) allmächtigen Geisterwelt mitsamt den sich daraus ergebenden sozialen Verpflichtungen ist.